# Omladinski Fudbalski Klub Bečej
Omladinski Fudbalski Klub Bečej, nota semplicemente come OFK Bečej è una società calcistica serba con sede a Bečej che milita nella PFL Novi Sad, il livello più basso di calcio nel campionato serbo.

## Storia
Il club fu fondato nel 1918 da imprenditori serbi, inizialmente con il nome di Fudbalski Klub Bečej, e si qualificò per la prima volta nel campionato nazionale nel 1992, quando la squadra fu promossa nella prima lega della Jugoslavia , nella stagione 1992-1993 (prima stagione dopo lo scioglimento della ex Jugoslavia). Quell'anno il club riuscì a stare alla larga dalla zona retrocessione, terminando la competizione al 12º posto.
Nella stagione successiva fecero lo stesso, arrivando decimi in classifica, e in quella dopo ancora, 1994-1995, sorpresero tutti, raggiungendo il 4º posto finale, che gli consentì di poter partecipare per la prima volta alla Coppa Intertoto, dove però non ottenne buoni risultati, perdendo per 1-2 contro i rumeni del Farul Constanța, 0-1 contro i francesi del Cannes, e 1 - 2 contro il Dnipro Mahilëŭ, ma riuscirono a battere per 2-1 il Pogoń Stettino.
La stagione successiva terminarono nuovamente al 4º posto in classifica, e ancora una volta poterono accedere alle coppe europee, e guadagnarono un posto nella Coppa UEFA 1996-1997: Lì persero per 0-2 contro il NK Mura nel turno preliminare.
Tuttavia, nella stagione seguente, 1996-1997, dimostrarono che il successo del club era solo temporaneo, e chiusero la stagione all'11º posto finale, e nel 1997-1998 conclusero al 24º posto, che indicava che erano stati retrocessi in seconda divisione serba, dove gareggiarono fino al 2004.
Successivamente, seguirono ulteriori retrocessioni, che portarono il club a competere nei campionati regionali, e nel 2010-11 furono per l'ennesima volta retrovessi, questa volta nella Područna Fudbalska Liga - Novi Sad, il 6º ed ultimo livello nella piramide della lega serba.
Nell'aprile 2012 il club cambiò nome in Omladinski Fudbalski Klub Bečej 1918.

## Palmarès

### Competizioni nazionali
- 2. Savezna liga: 1

1991-1992
- Srpska liga Vojvodina: 3

1960-1961, 1988-1989, 2017-2018

### Altri piazzamenti
- Coppa di Serbia:

Semifinalista: 1994-1995
- Srpska Liga:

Secondo posto: 2005-2006 (girone Voivodina)